# .me
.me е интернет домейн за Черна гора. Създаден е през 2007 година.
До независимостта на страната се използва домейнът .yu, който след отделянето на Сърбия и Черна гора престава да съществува.

#### Следните правила се прилагат за .me домейн имената
· Минималният времеви период, за който .me домейн име (както от второ, така и от трето ниво) може да бъде регистрирано, е 1 година;
· .me домейн имената (от второ и трето ниво):
– могат да съдържат само букви от a до z, цифри от 1 до 9, както и тирета;
– не могат да започват или завършват с тире;
– не могат да съдържат букви с ударения, символи на кирилица и т.н.
· Минималната дължина на домейн имената (без .me окончанието) може да варира между минимум 3 и максимум 63 знака;
· Някои домейн имена са резервирани от .ME регистратора;
Някои домейн имена са категоризирани като „Премиум Имена“ от .ME регистратора и е планирано те да бъдат възможни за регистрация по друг начин на по-късен етап
· .Me домейн имената (от второ и от трето ниво) имат срок за връщане на парите (Money Back period) от 1 ден;
· .Me домейн имената от трето ниво могат да бъдат регистрирани само от физически и юридически лица с черногорско гражданство;
· .Me домейн имената от трето ниво могат да бъдат регистрирани само в следните зони:
Me-Net е единственият регистратор, на който е позволено да регистрира под следните окончания:
·net.me
·org.me
·co.me
·its.me
·priv.me
Центърът по информационни системи на Черногорския университет (CIS) е отговорен за поддомейните на следните наименования и по този повод трябва да се свързвате директно с тях:
·edu.me (образователен)
·ac.me (академичен)
·gov.me (правителствен)